# 日本國鐵ED70型電力機車
ED70型电力机车（日语：ED45形電気機関車）是日本国有铁道的交流电力机车车型之一，适用于供电制式为20千伏60赫兹的工频单相交流电气化铁路，由新三菱重工业、三菱電機于1957年研制成功。

## 历史

### 背景
1950年代，受到法国国铁发展单相工频交流制电气化铁路的成功经验所影响，日本国有铁道亦开始了发展交流电力牵引的计划。1953年，根据时任国铁总裁長崎惣之助的指示，成立了“交流电化调查委员会”，并选定了仙山线部分区段作为日本铁路交流电化的试验段。1954年至1957年间，三菱、日立、东芝分别试制了多种交流电力机车的原型车（ED44、ED45型电力机车），并在仙山线的20千伏50赫兹交流电化区段进行了试验。
1956年3月，委员会根据仙山线的试验结果，在提交的报告中建议在日本电气化铁路扩大采用单相工频交流制的范围。同年6月，国铁总裁十河信二和国铁总工程师岛秀雄经过考虑后，正式作出了在北陆本线采用单相工频交流制的决定。北陆本线田村至敦贺区段的电气化改造原本打算采用传统的直流制，至1956年才临时改变计划。由于北陆本线位于北陆地方，因此采用了60赫兹的单相交流制，而非仙山线的50赫兹作为供电制式，电压则仍然为20千伏。

### 制造
1957年6月，新三菱重工业、三菱電機在ED45 1号机车的基础上，研制了ED70型交流电力机车。ED70型电力机车采用Bo-Bo轴式，牵引功率达到1500千瓦，机车轴重为15.55吨。其设计性能指标要求机车牵引旅客列车及货物列车时的最高速度可达到85公里/小时，单机能牵引1000吨货物列车通过10‰长大坡道，双机能牵引1000吨货物列车或500吨货物列车通过25‰长大坡道，均衡速度不低于35公里/小时。
1957年6月至9月期间共生产了18台该型机车。1959年，又追加生产了一台改良型机车，使ED70型电力机车的总数达到19台。改良型机车是根据首批机车的运用经验改良而成，除了考虑到东北本线的试验需要而设计成同时适用于50赫兹和60赫兹单相交流制外，其车体尺寸也和其他18台机车有若干差异。
| 机车编号 | 制造年份 | 新造机车配属                                      | 制造目的                                   | 预算           |
| 1～18    | 1957年   | 敦贺机关区 今JR西日本敦贺地域铁道部敦贺运转派出） | 北陆本线田村—敦贺间电化开业                | 昭和31年度债务 |
| 19       | 1959年   | 敦贺第二机关区                                    | 粘着性能提升试验 東北本線黑磯—白河电化试验 | 昭和32年度债务 |

### 运用
ED70型电力机车出厂后最初均配属于敦贺机关区。1957年10月1日，北陆本线田村至敦贺区段完成交流电化改造，ED70型电力机车亦正式投入运用。同时，ED70型电力机车全部转配属新建立的敦贺第二机关区，作为北陆本线电力机车专属的车辆基地，而原敦贺机关区则更名为敦贺第一机关区。
ED70型电力机车由始至终都在北陆本线运用。该型机车投入运用后逐步取代了D51型蒸汽机车，大幅提高了北陆本线的列车牵引定数，旅客列车的单机牵引定数由300吨提高到500吨，而货物列车的双机牵引定数则由700吨提高到1000吨。1960年代初由于交流电化区段的延伸，ED70型电力机车的运用区段亦扩大为田村至糸鱼川。
此后，随着功率更大的EF70、ED74型电力机车投入运用，ED70型电力机车开始逐步退居二线，主要担当行包列车及货物列车的牵引任务。然而，由于ED70型电力机车是比较早期的交流电力机车，到后期的维护保养及配件供应较为困难。因此自从1974年湖西线直流电化开业，交直流两用的EF81型电力机车大量投入湖西、北陆两线运用后，所有ED70型电力机车于1975年停运报废。

## 技术特点
ED70型电力机车是客货运通用的交流电力机车，适用于供电制式为20千伏60赫兹的工频单相交流电气化铁路。机车车体沿用了与DF50型柴油机车相似的外形及结构。机车的两端各有一个司机室，机车中部是变压器室、电气室、机械室，车内设有贯通式双侧内走廊。ED70型电力机车最初采用前端贯通型的结构以便重联运用，到后来为了防止贯通门漏风而取消了端门。在车体两侧的侧墙上，上部设有三扇采光用的玻璃侧窗，而下部设有八个通风百叶窗。
ED70型电力机车是交—直流电传动的整流器式电力机车，由直流串励牵引电动机驱动。机车主电路与ED45 1号电力机车大致相同，但功率容量有較大的提高。机车从架空接触网获取高压交流电后，首先经过主变压器降低电压，通过整流器转换成脉流电（即方向不变而只有电压变化的直流电）并供电给牵引电动机。机车采用油循环强迫风冷却的TM910型壳式单相主变压器，额定容量为2840千伏安。整流装置采用GU20型水银整流器，由八个水冷式引燃管组成全波整流电路。牵引电动机为三菱MT100型四极串励电动机，持续功率提高到375千瓦，四台牵引电动机全部并联连接。调速控制方面，ED70型电力机车采用了变压器低压侧调压，即利用调压开关改变变压器次边抽头及输出电压；并采用了整流器栅极电压相位控制，实现牵引电动机端电压的平滑调节。为扩大机车的恒功调速范围，还可以对牵引电动机实施磁场削弱。
机车走行部为两台DT104型二轴摇动台式摇枕转向架。转向架构架采用钢板焊接结构，以减轻转向架结构的重量。轴箱采用导框式定位结构，两侧设有螺旋圆弹簧。车体支承在上摇枕之上，上摇枕两端支承在中央摇枕弹簧的上支承面，摇枕弹簧下支承面坐落在下摇枕之上，下摇枕通过四根摇枕吊杆悬挂在构架上。中央摇枕弹簧采用并联的螺旋圆弹簧，并配有垂向油压减震器。牵引电动机采用架悬式安装方式，而驱动装置采用车轴轴套式空心轴传动。牵引电动机的全部重量都悬挂在转向架构架上，减少牵引电动机承受从轨道传来的振动冲击，输出的扭矩通过一级减速齿轮传递给轮对，牵引齿轮传动比为16：91（1：5.69）。基础制动装置采用双侧闸瓦式踏面制动。
由于ED70型电力机车是比较早期的交流电力机车，在很多方面的技术均尚未成熟，因而造成了较多的问题和故障，例如引燃管整流器故障、三相辅助电机启动困难、轮对空心轴驱动装置异常振动、粘着力不足而造成空转等等。为了改善机车粘着性能，在新造的19号机车上增加了压载配重，使机车轴重从15.55吨提高到16吨。除此之外，部分机车后来使用硅整流器取代了引燃管整流器。ED70型电力机车最初均没有安装蒸汽供暖或电气供暖设备，成为冬季牵引旅客列车的一个障碍，因此后来这些机车在松任工厂（今金泽综合车辆所）加装了列车供电设备。

## 车辆保存
- ED70 1号机车：该机车于1972年报废，从1973年11月开始保存在松任工厂，至1976年8月转移至敦贺第二机关区。2003年，转往滋贺县长滨市的长滨铁道广场（日语：長浜鉄道スクエア）静态保存及展示。